# Brahmidia hearseyi
Brahmidia hearseyi is een vlinder uit de familie van de herfstspinners (Brahmaeidae). De wetenschappelijke naam van de soort is voor het eerst geldig gepubliceerd in 1862 door Francis Buchanan White.